# 余德耀美术馆
余德耀美术馆（英語：Yuz Museum Shanghai）是一座曾经位于上海徐汇区的美术馆，是「西岸文化走廊」的一部分。

## 历史
2014年5月17日建成开馆，由原上海龙华机场的机库改造而来，建筑设计由日本建筑师藤本壮介负责。主要展品由印尼華人企业家和收藏家余德耀提供，美术馆建筑面积9,000平方米，主要策展人是巫鸿。
2023年5月17日，余德耀美术馆从西岸搬迁至青浦蟠龙天地。

## 营业时间
- 周二至周日：上午十点至下午六点
- 周一闭馆

## 交通
- 上海轨道交通11号线云锦路站